# Portada/article març 2

## Expedició Discovery
L'Expedició Discovery és el nom amb què es coneix l'Expedició Britànica Antàrtica realitzada entre 1901 i 1904. Fou la primera expedició oficial britànica a les regions de l'Antàrtida del segle xx, després de les expedicions de James Clark Ross realitzades el segle anterior entre 1839 i 1843. Organitzada per un comitè representatiu de la Royal Society i la Royal Geographical Society, la nova expedició va ser realitzada amb l'objectiu de dur a terme investigacions científiques i exploracions geogràfiques en el que es considerava, durant aquella època, un continent inexplorat. A més, va ser el punt d'inici de la carrera antàrtica de molts que van esdevenir personatges importants durant l'Edat heroica de l'exploració de l'Antàrtida.